# طارق الصباغ (لاعب كرة سلة)
طارق الصباغ مواليد 6 سبتمبر 1957، هو لاعب كرة سلة مصري. مثّل منتخب بلاده. شارك في دورة الألعاب الأولمبية الصيفية سنة 1984.

## روابط خارجية
- طارق الصباغ على موقع الاتحاد الدولي لكرة السلة (الإنجليزية)
- طارق الصباغ على موقع سبورتس رفرنس (الإنجليزية)
- طارق الصباغ على موقع أوليمبيديا (الإنجليزية)